# Доталайотський період

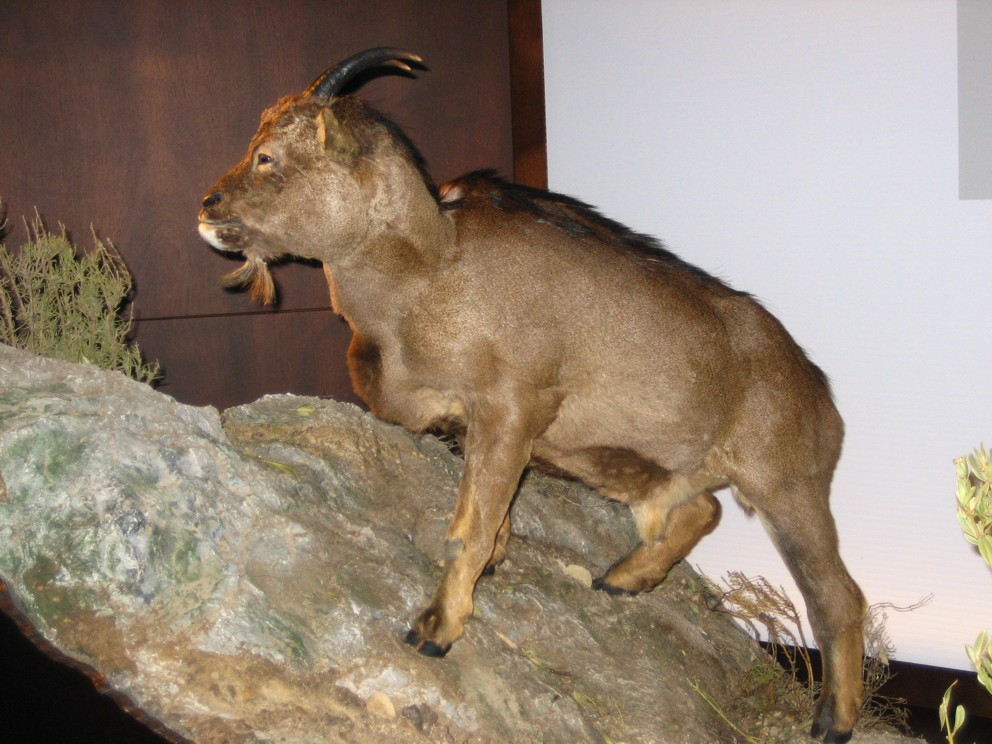
Реконструкція балеарського козла Myotragus balearicus

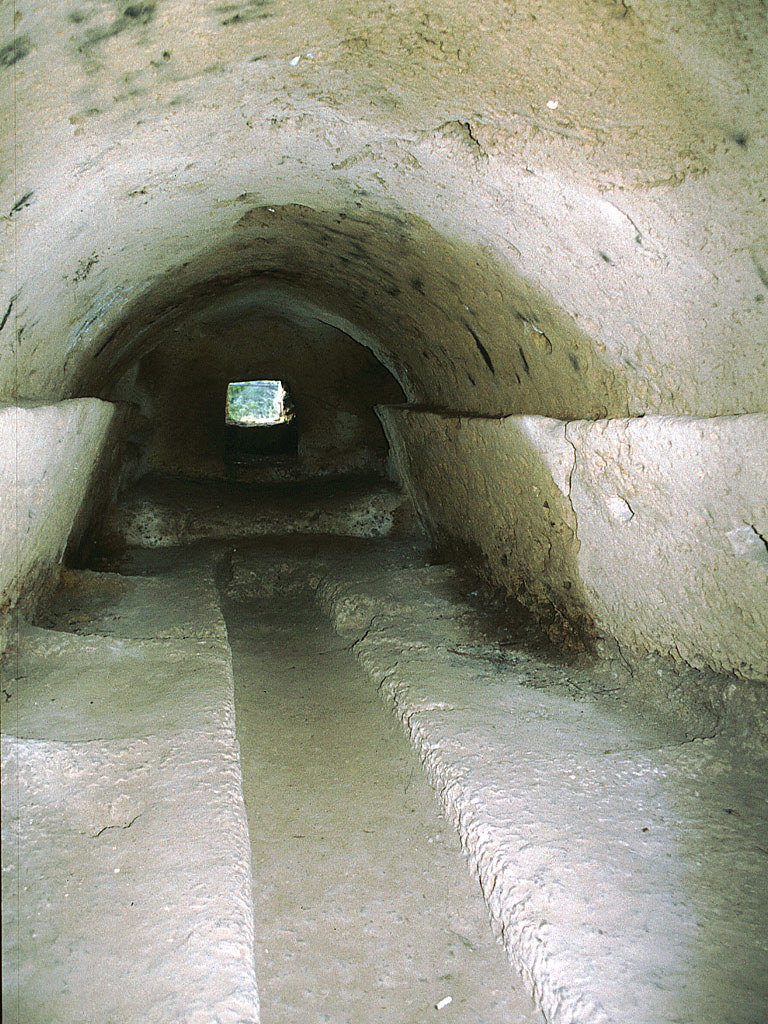
Підземна гробниця на Мальорці

Доталайотський період — термін, що охоплює доісторичний період розвитку Балеарських островів до виникнення культури будівельників талайотів. Альтернативний термін «доталайотська культура» неточний, оскільки період включає декілька історичних епох і культур.

## Хронологія
Доталайотський період має поділ на декілька відрізків:
- Дзвоноподібні кубки (тільки Менорка, близько 2300-2000 рр. до Р. Х.)
- Період дольменів (2000-1600 рр. до Р. Х)
- Період кораблеподібних гробниць - «навет» (1600-1100 рр. до Р. Х)
- Прототалайотський період (1100-850 рр. до Р. Х)

## Перші мешканці (пізній енеоліт)
До кінця XX століття багато археологів вважали, що заселення Балеарських островів розпочалося близько 5-6 тис. до Р. Х. До цього періоду, дійсно, відносяться кам'яні знаряддя, знайдені в місцевості Бінімелла-де-Меркадал (Менорка), проте ця хвиля поселенців, мабуть, не привела до заселення островів — вони були лише проміжною зупинкою для мореплавців того часу.
Сучасне датування археологічних відкриттів на острові не дозволяє припускати появу постійних поселень раніше 3 тис. до Р. Х. Культура перших поселенців належить до пізнього енеоліту. Характерні особливості поховань та матеріальної культури вказують на їх прибуття з території Лангедоку і Провансу, дещо менше схожість помітна у синхронній матеріальній культурі Каталонії. Це були носії культури дзвоноподібних келихів.
Найімовірніше, Балеарський козел (Myotragus balearicus) вимер в 4 тис. до Р. Х., приблизно за тисячу років до появи на островах перших мешканців. До цього острова, мабуть, не приваблювали поселенців. Ймовірно, що їх могла відлякувати занадто густа і непрохідна рослинність островів та відсутність кам'яної сировини, придатної для виготовлення інструментів. Стимулом до появи перших поселенців могли послужити одночасно зростання технологій, розвиток соціальної організації й зростання насильства у континентальній Європі.
Доісторичний період Балеарських островів погано вивчений через малу кількістю знахідок того часу. Відомо, що перші мешканці островів займалися полюванням і сільським господарством, що проявлялося в знахідки кісткових останків домашніх тварин (вівці, кози, свині і корови), що не існували на островах до прибуття людей. Про сільське господарство можна судити по знахідках великої кількості крем'яних серпів навколо найдавніших поселень острова.
Через декілька століть після прибуття перших поселенців на Балеарських островах дзвоноподібні келихи зникають, проте з'являються характерні для більшої частини західної Європи того часу мегаліти (дольмени).
Суспільство має мирний характер (відсутність знахідок спеціалізованого характеру), зв'язки з континентом були слабкими, металеві вироби вкрай нечисленні (наконечники стріл та копій).

## Рання бронзова доба (період кораблеподібних гробниць)

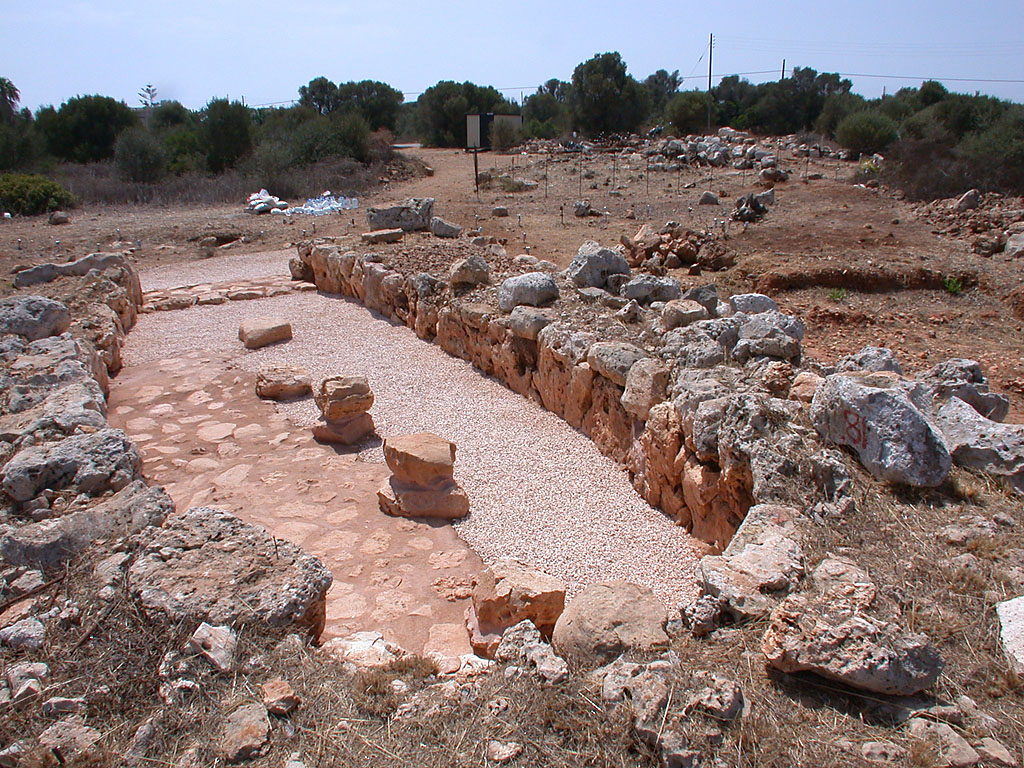
Кораблеподібне житло на Мальорці. До того ж часу відносяться кораблеподібні гробниці — навета

Близько 1600 р. до Р.Х. дольмени змінюються характерними гробницями у вигляді перевернутих кораблів («навета»). Одночасно зростають торговельні зв'язки з континентом: з'являється бронза, для виготовлення якої використовували мідь та олово, які були відсутні на архіпелазі. Стає дуже багатим набір похоронних дарів.
Мешканці Балеарських островів бронзової доби жили у великих будинках з фундаментом у вигляді витягнутої підкови, виконаних з каменю з дахом з гілок, скріплених глиною. Такі житла називають «кораблеподібними» через їх схожості з місцевими гробницями «навета» у вигляді перевернутих човнів. Стіни виконувалися з каменю сухою кладкою таким чином, що найбільші камені лягали у підмурівок, а вище розташовувалися дрібніші. Аналогічну технологію використовували для спорудження мегалітів, наприклад, дольменів.
Економіка ґрунтувалася на сімейному господарстві: кожен будинок міг вміщати велику самодостатню родину, члени якої виконували різні завдання в залежності від своєї статі та віку. Імовірно існувала практика вбивства «надлишкових» немовлят жіночої статі (жіночі поховання - набагато більш рідкісні, ніж чоловічі).
Сільське господарство було засновано на підсічно-вогневому методі, тобто засіву на місці випаленого лісу, що надавало руйнівний екологічний ефект на місцеву екологію. З плугом місцеве населення не було знайоме. Для пізніх етапів даної культури археологи відзначають зменшення кількості рослинної їжі (а також залишків рослин, як можна судити по слідах пилку) і, відповідно, зростання скотарства.
Поховання були майже у всіх випадках печерними (див. Балеарські печери): нечисленні збережені дольмени продовжували безперервно використовуватися як мінімум у першій половині 2 тис. до Р. Х. Проте, зустрічаються також поховання у цистах, у природних печерах, у перебудованих природних печерах, а також у штучно видовбаних в скелі печерах. Штучні печери різних епох є на Гімнесійських островах, однак штучні печери бронзової доби найчастіше зустрічаються на Мальорці. Деякі штучні печери, безумовно належать до бронзової доби, мають подовжену основу і виконані з великою технічною майстерністю, з вхідним коридором, бічними камерами та низкою інших відмінних рис.
«Доталайотські культури» існували також на Пітіузьких островах, однак мали свої особливості: відомий дольмен на о. Форментера, а також поселення епохи бронзової доби на Ібіці і на Форментера. З іншого боку, на цих островах з невідомих досі причин не виникла талайотська культура.

## Прототалайотський період
У цей період раціон був заснований майже виключно на тваринних білках, оскільки родючість землі була невисока Такий раціон був причиною постійного недоїдання, оскільки зростання тварин є істотно більш повільним, ніж врожайність злаків. Ресурси виявлялися все більш мізерними у міру зростання місцевого населення, що призвело до кризи місцевого способу життя і зростання внутрішньої агресії. Руйнування колишнього способу життя призвело до утворення на рубежі 2 і 1 тис. до Р. Х. до утворення ієрархічного суспільства, що відбивається у виникненні прототалайотських кам'яних монументів кінця 2 тис. до Р. Х. Перехід від прототалайотів до власне талайотської культури був поступовим, проте до недавнього часу археологи розглядали талайоти як результат навали ззовні, тим більше що час виникнення перших талайотів приблизно збігалося з міграцією «народів моря» в кінці 13 ст. до Р. Х.
Істотною відмінністю Менорки від Майорки було збереження високої різноманітності поховальних споруд (загальним для двох островів було збереження обряду поховання в печерах, а також інші деталі матеріальної культури, що говорить про збереження зв'язків між островами). В цей час похоронні дари стають особливо рясними і різноманітними в порівнянні з попередніми періодами. Крім зброї, серед них з'являються бронзові прикраси, окремі залізні предмети.